# Jevišovka
Jevišovka är en ort i Tjeckien.   Den ligger i regionen Södra Mähren, i den sydöstra delen av landet, 200 km sydost om huvudstaden Prag. Jevišovka ligger 175 meter över havet och antalet invånare är 561.
Terrängen runt Jevišovka är huvudsakligen platt. Jevišovka ligger nere i en dal.Runt Jevišovka är det ganska tätbefolkat, med 56 invånare per kvadratkilometer. Närmaste större samhälle är Hrušovany nad Jevišovkou, 4,6 km väster om Jevišovka. Trakten runt Jevišovka består till största delen av jordbruksmark.